# Culpeper (Virginie)
Pour les articles homonymes, voir Culpeper.
La ville américaine de Culpeper est le siège du comté de Culpeper, dans l’État de Virginie. Sa population s’élevait à 16 379 habitants lors du recensement de 2010, estimée à 18 006 habitants en 2016. C’est la seule localité incorporée du comté.

## Histoire

Drapeau des Minutemen de Culpeper.

Culpeper se signale dans l'histoire américaine en donnant son nom d'abord à un district formé par la 3e convention de Virginie, puis à une unité de milice, formée en 1775 à partir de la population de ce district, qui combattra du côté des insurgents (ou patriotes) pendant la Guerre d'indépendance des États-Unis, les Minutemen de Culpeper, dont le drapeau porte le célèbre serpent à sonnette enroulé,,.

## Points d'intérêt
Le cimetière national de Culpeper qui regroupe plusieurs monuments en mémoire des batailles de la Guerre de Sécession.